# J.B.S. Estrup
Jacob Brønnum Scavenius Estrup (16. april 1825 i Sorø – 24. december 1913 på Kongsdal) var en dansk godsejer og konservativ politiker, der var Danmarks 12. konseilspræsident (svarende til statsminister) fra 1875 til 1894. Han er dermed Danmarks længst siddende regeringsleder.
Estrup var modstander af almindelig valgret og af parlamentarismen. Han havde i perioden som regeringsleder fra 1875 til 1894 ikke flertal i Folketinget men regerede via provisorier (midlertidige finanslove) udstedt af Landstinget. Først i 1901 blev parlamentarismen indført, da Christian 9. udnævnte ministeriet Deuntzer, der reelt var det første Venstreministerium. Estrup er en kontroversiel skikkelse i danmarkshistorien, og i dag betragtes han oftest som en reformfjendtlig politiker, der regerede i strid med parlamentaristiske principper. Hans regeringstid kaldes ofte provisorietiden. Estrups væsentligste politiske milepæl var opførelsen af Københavns Befæstning, der var den primære anstødssten for Venstre-politikerne. Hans regering fik desuden anlagt en del jernbaner samt Københavns Frihavn.

## Baggrund
Han var søn af etatsråd Hector Frederik Janson Estrup og dennes første hustru, Jacobine Scavenius (f. 1800), datter af etatsråd Jacob Brønnum Scavenius til Gjorslev. Estrup tog forsteksamen i 1844 og tre år efter landmålereksamen. Ved faderens død i 1846 overtog han dennes ejendom Kongsdal i Holbæk Amt, og senere erhvervede han Skaføgård i Randers Amt. Her valgte han at bo og kom trods sin sjællandske fødsel til at føle sig som - og betragtes som jyde. Begge Estrups forældre døde af tuberkulose, og den truede også hans liv. Hele ungdommen igennem var han meget svag, og kun ved gentagne rejser til Syden og ved en gennemført regelmæssighed og forsigtighed i livsførelse, som han beholdt resten af livet, lykkedes det ham at trodse sygdommen. Estrup var i øvrigt en ivrig og virksom landmand og fik af sine standsfæller betroet forskellige tillidsposter, også af ikke-politisk natur; bl.a. blev han i 1856 valgt til medlem af Randers Amtsråd.

## Politisk karriere

### Politisk debut
Snart skulle dog det politiske liv lægge beslag på ham. Ved opløsningsvalget 1. december 1854 valgtes han til Folketingsmand for Randerskredsen. Han valgtes som modstander af ministeriet Ørsted og var medlem af det 25-mands udvalg, tinget nedsatte for at modtage de afgåede ministres forklaringer angående de uden bevilling afholdte rustningsudgifter. Han stillede her sammen med seks andre medlemmer et forslag om, at erstatningsansvar kun skulle gøres gældende for de udgifter, som var afholdte på trods af tingets ligefremme nægtelse; men da hans forslag forkastedes, stemte også han for udvalgets hovedforslag om rigsretsaktionen. Allerede ved det næste valg sommeren 1855 undlod Estrup imidlertid, rimeligvis af helbredshensyn, at søge genvalg, og han stod nu uden for det politiske liv, indtil han 14. april 1864 indvalgtes i Rigsrådets Landsting for den kreds, i hvilken han boede. I dette og i den reviderede grundlovs Landsting havde han indtil 1898 uafbrudt sæde som valgt medlem for 9. kreds, hvor han var bosat.
I Estrups første år i Landstinget var det forfatningskampen om Grundloven, som i den indre politik næsten udelukkende lagde beslag på opmærksomheden, og han stillede sig her bestemt på den store grundbesiddelses standpunkt og ønskede ved forfatningsforandringen at erhverve så megen magt som muligt for den. Det var Estrup, som i januar 1865 i spidsen for en gruppe af godsejere, der indtog en mellemstilling mellem det Bluhme'ske ministerium og Rigsrådets væsentlig nationalliberale centrum, stillede et ændringsforslag til ministeriet Bluhmes udkast til en revideret grundlov, gående ud på, at valgretten til Landstinget i stedet for som foreslået at gøres afhængig af en årlig indtægt på 2.000 rigsdaler, skulle for landdistrikternes vedkommende overlades til delegerede for sogneforstanderskaberne og et lige stort antal af de største grundbesiddere, og for Københavns og købstædernes til den højestbeskattede femtedel af Folketingsvælgerne. Dette forslag blev vel taget tilbage inden afstemningen, men blev dog grundlaget for den senere overenskomst.
Estrup tog også ellers livlig del i grundlovsbehandlingen, og øvede en betydelig indflydelse på denne. Hans medfødte politiske evner gjorde sig allerede nu gældende og vandt almindelig anerkendelse. Han var også medvirkende ved den sammenslutning mellem godsejerpartiet og en del af Venstre, som førte til grundlovsoverenskomsten og oktoberforeningens dannelse, og 10. oktober 1865 deltog han i den fest på Hotel Phønix, hvor alliancen mellem "de store og de små bønder" besegledes. 6. november 1865 indtrådte Estrup som indenrigsminister i ministeriet Frijs og viste sig snart som regeringens betydeligste kraft i det indre reformarbejde, som nu begyndte. Det lykkedes ham at gennemføre så betydelige lovarbejder som loven om borgerrepræsentantvalg i København (23. december 1865), Landkommunalloven (6. juli 1867), Købstadkommunalloven (26. maj 1868), Vejloven (21. juni 1867), de store jyske og sjællandske jernbanelove og loven om anlæg af Esbjerg Havn. Estrup nød i disse år en ikke ringe popularitet, især i Jylland, og han arbejdede i det hele godt sammen med Folketinget.
Hans tilbagetræden 22. september 1869, 8 måneder før det samlede ministeriums afgang, skyldtes helbredshensyn. Disse var vel også delvis bestemmende for ham, da han foråret 1870 vægrede sig ved at påtage sig det ny ministeriums dannelse. Under ministeriet Holstein-Holsteinborg udbrød konflikten mellem regering og Landsting på den ene og Folketing på den anden side, efter at det forenede Venstre havde opnået flertal i dette sidste ting. Estrup, som indtog en ledende stilling inden for Landstingets godsejergruppe, var lige fra begyndelsen en absolut modstander af Venstres krav om en Folketingsparlamentarisme, og han nærede den anskuelse, at Landstinget i fornødent fald ikke burde vige tilbage for en konflikt. Under den fortsatte kamp kom tyngdepunktet i Landstinget mere og mere til at ligge i godsejergruppen, og det var derfor intet under, at Estrup som dennes fører indtrængende opfordredes til at danne den ny regering, da Ministeriet Holstein-Holsteinborg sommeren 1874 trak sig tilbage. Han anså imidlertid endnu ikke situationen for moden og gav et afslående svar; men da det svage ministerium Fonnesbech året efter gik af som følge af en overenskomst i fællesudvalget om Finansloven, trådte han endelig til, efter at først grev C.E. Frijs havde sagt nej. 11. juni 1875 dannedes ministeriet Estrup, i hvilket konseilspræsidenten overtog Finansministeriets portefølje.

### Ministeriets første år
Fra nu af og til ministeriets afgang 1894 er Estrups historie nogenlunde den samme som landets politiske, og det vil derfor være tilstrækkeligt at påpege nogle få hovedmomenter. Estrup vedkendte sig det som sine to hovedopgaver at hævde regeringens og Landstingets magtstilling over for Folketingets parlamentariske krav, og at få gennemført en sådan udvikling af forsvarsvæsenet, som de ledende militære anså for nødvendig, derunder navnlig en befæstning af København, også mod landsiden. Dette program måtte, efter forholdenes natur, snart bringe ham i skarp konflikt med Folketinget, hvis ledere heller ikke var til sinds at vige tilbage for den kamp, som de to tings så yderst forskelligartede sammensætning før eller senere måtte medføre. Den første af de folketingsopløsninger, som ministeriet Estrups tid var så rig på, kom allerede foråret 1876 på forsvarssagen, og førte til et stort nederlag for det ministerielle parti, som tabte ikke mindre end 15 kredse. Estrup, hvis hovedstyrke netop lå i en vis stejl urokkelighed under modgang, og som følte sig stærk ved kongens tillid, ved sit ministeriums ensartethed og ved den stigende opinion i Landstinget og i Højre for, at kampen burde kæmpes til bunds, lod sig imidlertid ikke anfægte væsentlig af det ugunstige valgresultat. Han undlod vel i de nærmest følgende år at bringe forsvarslovene frem igen, men fortsatte i øvrigt i det tidligere spor.
Allerede foråret 1877 kom det da også til en sprængning af finansloven, og under 12. april 1877 udstedte regeringen en foreløbig finanslov, som dog kun indeholdt hjemmel for afholdelse af de udgifter, som var bevilgede både af Folketing og Landsting. Den foreløbige finanslov betegnedes af Venstre som et grundlovsbrud og fremkaldte en overordentlig bevægelse imod ministeriet; men til gengæld ydede dettes tilhængere det udelt tilslutning, og troen på, at Estrup var den rette mand til at føre kampen mod Venstre til ende, styrkedes mægtigt i hans parti. Konflikten fandt dog en foreløbig afslutning november 1877, da en del af Venstre enedes med Højre om en midlertidig finanslov, og således muliggjorde dennes vedtagelse i begge ting. Estrup havde forholdt sig ret passiv over for denne overenskomst, men i den følgende tid blev hans stilling yderligere styrket ved Venstres splittelse i to grupper, Moderate Venstre ("det forhandlende Venstre") og det Radikale Venstre (1878), og ved opløsningsvalget januar 1879 på det vestindiske spørgsmål, vandt Højre 12 kredse. Senere opstod endnu en udbrydergruppe, Det Folkelige Venstre. Splittelsen i Venstre blev nu benyttet til at gennemføre flere vigtige love, navnlig vedrørende forsvarsvæsenet, idet regeringen snart vandt støtte hos den ene, snart hos den anden af Venstre-grupperne.

### Højres storhedstid
Samtidig blev Højre i 1881 et formelt parti, der støttede Estrups politik. Partiet bestod oprindeligt af Estrups faste støtter, godsejerne, samt Højre-fløjene fra De Nationalliberale og Mellempartiet. Højre støttede forsvarssagen, og partiets mærkesag blev opførelsen af Københavns Befæstning. Højre var regeringsparti frem til Systemskiftet i 1901.
Gennem tyve år havde Højre et fast flertal i Landstinget. I Højres bedste tid var omkring en tredjedel af Folketingets medlemmer højremænd. De Frikonservative brød ud af Højre omkring år 1900. Partiets dårligste folketingsvalg var i 1901 (8 mandater) og 1913 (7 mandater).
Godsejerne var de ledende i Højres gruppe i Landstinget. Højres folketingsgruppe var derimod fortrinsvis valgt i byerne. Omkring 1880 var de fleste fra middelklassen i København og købstæderne højremænd, ligesom mange håndværkere og arbejdere støttede højre. I løbet af 1880'erne gik mange arbejdere over til Socialdemokraterne. Samtidigt gik frisindede dele af byernes middelklasse over til den radikale fløj i Venstre (det senere Radikale Venstre). Denne udvikling svækkede gradvist Højres folketingsgruppe.

### Skiftende konflikt
Den mere bøjelige og skiftende politik, som den ny situation krævede, var dog ikke helt Estrups sag, og 1881 trak det på ny sammen til konflikt. Modsætningen mellem regeringen på den ene og Venstregrupperne på den anden side skærpedes, medens disse sidste begyndte at nærme sig til hinanden. De to opløsningsvalg forår og sommer 1881 faldt uheldig ud for regeringen, og de skarpe udtryk i det åbne brev, ved hvilket den første af de to opløsninger fandt sted, navnlig de kendte ord om Folketingets manglende "evne eller vilje", blev et samlende kampsignal for oppositionen. Sammenholdet i Højre begyndte også at svækkes noget, hvad der navnlig gav sig udtryk i det såkaldte majforlig 1882, ved hvilket Højres nationalliberale fløj satte igennem, at man strakte sig videre i imødekommenhed over for Folketinget, end indflydelsesrige elementer i regering og Landsting syntes om. Venstre benyttede imidlertid ikke de chancer, der således bød sig, og "visnepolitikken" samlede på ny Højre og styrkede regeringens hænder. Spørgsmålet om Københavns Befæstning kom igen stærkt i forgrunden, og det bar øjensynligt hen imod en konflikt, skarpere og alvorligere end den i 1877. Foråret 1885 sprængtes finansloven, og regeringen udstedte en provisorisk finanslov, der gav regeringen myndighed til at få dækket også de udgifter, som Folketinget havde nægtet.
I 1881 blev Estrups datter Magda gift med lensgreve Frederik Christian Moltke til Bregentved, en af landets største godsejere. Begivenheden blev fejret efter alle kunstens regler og markerede den gamle adels accept og støtte til Estrups regering.

### Attentatforsøget på Estrup
I de følgende år var selvfølgelig modsætningen mellem regering og Folketing skarpere end nogensinde, men Højre havde aldrig stået mere sluttet end da, og Estrup aldrig øvet en mere ubestridt myndighed og været mere populær inden for sit parti. Denne stemning i Højre kulminerede, da den unge typograf Julius Rasmussen onsdag den 21. oktober 1885 foretog et mislykket attentat på konseilspræsidenten på åben gade uden for Estrups hjem på Toldbodvejen 34 (nu Esplanaden) i København, hvor Frederik 6.s elskerinde fru Dannemand havde boet. Det mislykkedes, da den første kugle prellede af på en frakkeknap, mens den anden borede sig ind i porten, hvor man i længere tid kunne beskue hullet.
Estrup selv var så uanfægtet af attentatforsøget, at han uden videre klædte om og gik til middagsselskab. Attentatet kom også som bestilt for at begrunde oprettelsen af de forhadte "blå gendarmer" – et efterretningskorps, der tjente Estrups interesser. Rasmussen begik selvmord i fængslet. Søndagen den 25. oktober 1885 samledes 13.000 mennesker og gik med 500 studenter i spidsen fra Christiansborgs ruiner til Estrups bolig under råbene »Leve Estrup.«
Den regelmæssige lovgivningsvirksomhed var i de første år af provisorieperioden så godt som standset, og hvad regeringen på egen hånd ved foreløbige love og på "forventet tillægsbevilling" gennemførte, var i det væsentlige kun militære foranstaltninger, i den hensigt at gennemføre hovedstadens befæstning mod landsiden og supplere den allerede eksisterende søbefæstning, samt forskellige foranstaltninger af væsentlig undertrykkende art, som oprettelsen af et gendarmerikorps (de såkaldte "blå gendarmer", bl.a. beskrevet i Henrik Pontoppidans novelle Den første Gendarm), love om ekstraordinære politiforanstaltninger, om indskrænkninger i anskaffelse og brug af våben, og om tillæg til Straffeloven og til Presseloven, der strammede censuren, og var møntet på at kriminalisere oppositionens kritik af regeringen.
Det første spadestik til Københavns Befæstning blev foretaget i 1886, og fæstningsarbejderne strakte sig frem til forliget i 1894, der satte en stopper for fæstningens videre udbygning på landsiden. En ring af forter samt Vestvolden blev lagt omkring hovedstaden, og fæstningen var datidens – og i mange år også eftertidens – største entreprenørarbejde og formentlig Estrups væsentligste politiske bedrift. Ud over dens forsvarsmæssige bestemmelse rummede fæstningen også symbolværdi i tiden efter 1864. Den skulle demonstrere, at Danmark havde viljen til at forsvare sin eksistens som selvstændig nation. Selve fæstningen blev dog lynhurtigt forældet.
Ved opløsningsvalget januar 1887 genvandt Højre på det nærmeste de hovedstadskredse, det ved det foregående valg havde tabt til oppositionen.

### Forliget mellem Højre og Venstre 1894
Fra 1887 synes der igen at skulle komme gang i lovgivningsarbejdet, og der gjordes fra begge partiers side forsøg på en overenskomst om Finansloven, som dog ikke førte til noget. I samlingen 1890-91 begyndte en forholdsvis frugtbar reformperiode med Estrups billigelse, men uden aktiv ledelse fra hans side. Også under de forligsforhandlinger, som førtes i samlingerne 1892-94, og som 1. april 1894 satte frugt i vedtagelsen af en regelmæssig finanslov, indtog konseilspræsidenten en forholdsvis passiv stilling. Han godkendte dog til sidst forligsgrundlaget, og afgav samme dag, som finansloven vedtoges i Landstinget en erklæring, som stillede hans tilbagetræden i udsigt. Ministeriets afgang fandt derefter sted 7. august samme år. Efter sin fratræden hædredes Estrup af kongen, som allerede 1878 havde dekoreret ham med Elefantordenen, ved tildelelse af rang over ministrene. Han var allerede Storkorsridder af Dannebrogordenen og Dannebrogsmand. Også Højrepartiet viste ham på forskellig måde sin påskønnelse, og Landstingets Højre valgte ham til sin formand.

## Senere liv
Estrup så ikke med velvilje på den del af Venstre, som havde fremkaldt det politiske forlig, og næppe heller på dem af sine partifæller, som havde været særlig virksomme for at gennemføre ministerskiftet 1894. Det skyldes sikkert hans indflydelse, når det ny ministerium Reedtz-Thott ikke blev sammensat af repræsentanter for begge de politiske retninger, som havde gennemført forliget, men blev et rent Højre-ministerium, hvor så mange som muligt af de tidligere ministre bevarede deres porteføljer. Dette i forbindelse med at ministerskiftet trak ud til august 1894, og at det ny ministeriums optræden i dets første måneder i så ringe grad bar præg af en ændret politisk kurs, spildte forligets frugter, og gav dets modstandere vind i sejlene, så de fik flertal ved Folketingsvalgene i 1895.
Siden søgte ministeriet i stærkere grad at drage konsekvenserne af forliget, navnlig ved konseilspræsidentens erklæring i efteråret 1896 om, at han hellere ville trække sig tilbage end udstede nogen provisorisk finanslov, og ved indbringelse af forslag til en række ny skattelove, hvoraf indkomst- og formueskatteloven var den vigtigste. Estrup så i ministeriets holdning en slags sabotage af den politik, der var ført indtil 1894, og unddrog det mere og mere partiets støtte, hvad der blev hovedårsagen til dets fald i foråret 1897.
Heller ikke det efterfølgende ministerium Hørring, som i det væsentlige fortsatte i Reedtz-Thotts spor, var efter hans sind, og september 1898 nægtede han at modtage genvalg til Landstinget. Derimod sympatiserede han mere med den kraftigere Højre-politik, som det var det i foråret 1900 tiltrådte ministerium Sehesteds opgave at føre, og han modtog under dette ministerium 8. september 1900 udnævnelse til kongevalgt Landstingsmand. For at styrke ministeriets stilling ved at bane vej for en gennemførelse af skattereformen under dets ledelse, medvirkede Estrup til Landstingets Højres tilbud om fuldstændig at opgive hartkornsskatterne, men enighed med Folketinget lod sig dog ikke opnå, og juli 1901 afløstes den Sehestedske regering af et ministerium, udgået af Venstrereformpartiet.
Overfor dette og de følgende Venstre-ministerier indtog Estrup en udpræget oppositionsstilling, og modsatte sig de vigtigste af dem foreslåede lovgivningsforanstaltninger. Med særlig styrke kæmpede han imod det 1908 gennemførte forslag om udvidelse af den kommunale valgret, og det af ministeriet Berntsen 1912 indbragte grundlovsforslag. J.B.S. Estrup døde juleaften 1913 på Kongsdal og er begravet på Undløse Kirkegård ved Tølløse. I 1915 efter Estrups død blev Højre og De Frikonservative grundstammen i Det konservative Folkeparti.

## Privatliv
J.B.S. Estrup blev i 1857 gift med Regitze Holsten, datter af Adam Christopher Holsten-Charisius, og blev bl.a. fader til kammerherre, hofjægermester Hector Estrup til Ormstrup og Kongsdal (1860-1914), til Adam Estrup til Fårupgård (1864-1934) og til cand.theol. Jacob Estrup til Skaføgård (1870-1941).

## Vurdering af Estrup
Estrups politiske hovedstyrke lå i hans karakters fasthed og i hans urokkelige selvsikkerhed. Han var født regeringsmand: det faldt ham naturligt at lede og befale, og hans personlighed aftvang uvilkårlig hans omgivelser respekt. Han var som taler klar og koncis, hans ord sluttede sig nøje om tanken, og hans viden var sikker og selvstændig, så langt den rakte. Han var af naturen ordrig og af et nervøst temperament; men den fortsatte selvtugt, gennem hvilken han havde udformet og fæstnet sit medfødte anlæg til at beherske andre, havde i hans offentlige optræden gjort ham sikker og rolig, og givet hans taler deres knappe og skarptskårne form. Som finansminister var hans hovedegenskab, så snart ikke storpolitiske hensyn trådte i forgrunden, en vis sparsommelig forsigtighed, en udpræget tilbøjelighed til at holde sig på "den sikre side". Han har som finansminister øvet en mere gennemgribende indflydelse på den finansielle detalje, også på de andre ministeriers område, end nogen af hans forgængere siden W.C.E. Sponneck.
Estrups mangler hører på det nøjeste sammen med hans fortrin. Hans fasthed og selvtillid udartede ikke sjælden til stivhed og uimodtagelighed for påvirkning af andre. Han var en noget tørt anlagt natur, lidet smidig og idérig. Dette fuldt så meget som de politiske forholds vanskelighed skyldtes det, at han i sin nittenårige finansadministration, trods sin betydelige arbejdsomhed og forretningskyndighed, gennemførte forholdsvis få reformer, og at han i sin almindelige politiske virksomhed kom til at fremme så meget af det, han ville bekæmpe. Siden sin genindtræden i Landstinget var han her, hvor hans vilje i så mange år havde været den bestemmende i alle afgørende sager, ude af stand til at føre tingets flertal med sig, og selv inden for Højre var hans indflydelse – trods den store ærbødighed, man altid mødte ham med – slet ikke altid den bestemmende. Med en viljekraft, som aftvang også hans modstandere respekt, vedblev han dog til det sidste, trods sin høje alder og tiltagende legemlige skrøbelighed, at tage aktiv og ofte virkningsfuld del i kampen for den stats- og samfundsopfattelse, som han i så mange år var den ypperste repræsentant for.